# یلوه-پاشلک
یلوه-پاشلک (نام علمی: Capelirallus karamu) یک یلوه منقرض‌شده بی‌پرواز است که در جزیره شمالی نیوزلند بومی است. نام این گونه از غار کارامو ۲۱ کیلومتر (۱۳ مایل) از هامیلتون است جایی که گونه‌نام (هولوتایپ) در سال ۱۹۵۴ کشف شد.

## زیستگاه و بوم‌شناسی
یافته‌های استخوانی در نواحی غربی جزیره شمالی بود که در آن جنگل‌های بارانی نمناک‌تر و با تاج‌پوش‌های بسته غالب بودند. نوک بلند این پرنده نشان می‌دهد که می‌توانست با کاوشگری به روشی مشابه کیوی غذایابی کند.

## انقراض
تاریخ دقیق انقراض یلوه-پاشلک ناشناخته است، اما فرض بر این است که کاهش آن در سدهٔ سیزدهم آغاز شد، زمانی که موش کیوری / پلینزی در نیوزیلند گسترده شد.